# Кардье, Луи
Луи́ Кардье (фр. Louis Cardiet; 20 июня 1943, Кемперле — 28 апреля 2020, Лорьян) — французский футболист, играл на позиции защитника. В составе «Ренна» двукратный обладатель Кубка Франции (1965, 1971).

## Биография

### Клубная карьера
Кардье в течение 10 сезонов играл за «Ренн», в составе которого в 1965 и 1971 годах выиграл два Кубка Франции. Всего в составе «красно-чёрных» Кардье сыграл во всех турнирах 328 матчей и благодаря этому является четвёртым игроком по количеству матчей в истории клуба.
В 1973 году перешёл в «Пари Сен-Жермен», за который играл в течение трёх сезонов и сыграл во всех турнирах 88 матчей. Завершил карьеру в клубе одного из низших дивизионов «Берне».

### Карьера в сборной
За сборную Франции сыграл 6 матчей, в которых не отметился забитыми мячами.

### Смерть
Скончался 28 апреля 2020 года в возрасте 77 лет.

## Достижения
«Ренн»
- Обладатель Кубка Франции (2) : 1964/65, 1970/71